# 思维能力评估
思维能力评估（英語：Thinking Skills Assessment，TSA）是一种用于申请剑桥大学、牛津大学和伦敦大学学院一些本科课程的的入学考试。

## 形式
根据申请的大学和专业的不同，TSA可能有一个或者两个部分。牛津大学将第二部分用于第一部分的补充。
- 第 1 部分（90 分钟）：50 道多项选择题，测试问题解决能力（包括数字和空间推理）和批判性思维（包括理解论点和利用日常语言进行推理）。
- 第 2 部分（30 分钟）：考生必须从四个作文题中选择一个（问题不和单个科目挂钩）。它考察明确清晰地组织想法，并在写作中有效传达的能力。 [1]

## 日程和结果

### 伦敦大学学院
对于伦敦大学学院 (UCL)，TSA 在十二月至次年三月的面试阶段进行。相当于一项纸质测试。测试的结果仅大学可见。

### 剑桥大学和牛津大学
剑桥大学和牛津大学的TSA于10月下旬或11月上旬举行，在面试前于全球各大学校、学院或是被授权的考试中心通过纸质测试开展。结果于次年1月中旬通过剑桥入学评估测试的在线门户 （页面存档备份，存于）发布。